# Полярный проезд
Поля́рный проезд — улица на севере Москвы, между Чермянской и Полярной улицами. Образован в 1994 году, название, как и многих других улиц Медведково, напоминает об освоении Арктики.

## Расположение
Полярный проезд находится в СВАО в районе Северное Медведково. Проезд соединён на юге с Чермянской улицей, проходит на северо-восток, пересекает Широкую улицу и соединяется с Полярной улицей, где почти вплотную примыкает к 89-му км МКАД (но на МКАД не выходит).